# Josef Ressel
Josef Ludvík František Ressel (em checo) ou Joseph Ludwig Franz Ressel (em alemão) ou Josip Ressel (em esloveno e croata) (Chrudim, Boêmia, 29 de junho de 1793 — Liubliana, 9 de outubro de 1857) foi um guarda-florestal austro-húngaro e o inventor da hélice de propulsão para navios, baseando-se na ideia do parafuso de Arquimedes.

## Vida
Ressel nasceu em Chrudim, na Boêmia. Seu pai era alemão e sua mãe checa. Estudou em Linz e Viena e trabalhou como engenheiro florestal em Motovun, Ístria (atualmente Croácia) para o governo austríaco. Ele trabalhou em Kostanjevica, no rio Krka (hoje Eslovênia, então Império Austríaco), onde testou suas hélices de navio pela primeira vez. Foi transferido em 1821 para Trieste, então o maior porto do Império Austríaco, onde seus testes tiveram sucesso. Ele ganhou a patente da hélice em 1827. Ressel modificou o pequeno barco a vapor Civeta por volta de 1829 e testou-o no porto de Trieste a seis nós, até que os canos de condução de vapor explodiram. Devido a este acidente, que nada tinha a ver com o conceito em si da hélice como propulsora de navios, a polícia baniu os testes seguintes.
Em 1804, credita-se ao estado-unidense John Fitch uma hélice em parafuso, que não teve sucesso. Em 1836, o britânico Francis Pettit Smith testou uma hélice similar à de Ressel. A primeira viagem transatlântica de um navio a propulsão por hélice ocorreu em 1839, com a hélice de Ressel melhorada pelo engenheiro sueco John Ericsson. O projeto de hélice de propulsão estabilizou-se na década de 1880.
Entre as invenções de Ressel podem-se citar o correio pneumático e o rolamento a esferas (rolimã). Foram-lhe dadas diversas patentes durante sua vida.
Ressel morreu de malária em Liubliana e está enterrado no cemitério de Navje.